# Georges Bess
Georges Bess (Kenia, 1947), conocido también bajo el seudónimo de Nisseman Tideli y G. Bess, es un dibujante francés de cómics que ha trabajado en diversos géneros de la ilustración. Es especialmente conocido por sus colaboraciones con Alejandro Jodorowsky y con Milo Manara.

## Biografía
Bess comenzó su carrera como dibujante en Suecia en 1971 hasta 1986 donde participó en una serie de cómics escandinavos y como colaborador de revistas como Mad. Posteriormente trabajaría con el guionista Lee Falk en el cómic The Phantom en DC Comics, trabajo que se extendió durante cincuenta números. Sin embargo, el trabajo que lo llevó a ser reconocido a nivel mundial fue cuando trabajo junto al escritor Alejandro Jodorowsky en la creación de El Lama blanco. Dicha relación de trabajo se ha mantenido desde 1987 hasta la actualidad.